# Manoir de Saku
Pour les articles homonymes, voir Sack (homonymie) et Saku.
Le manoir de Saku (estonien : Saku mõis), anciennement manoir de Sack (allemand : Gutshaus Sack) est l’ancienne demeure seigneuriale du domaine du même nom qui se trouve à Saku en Estonie, dans la région d’Harju.

## Histoire
Le domaine, alors en Livonie, a été formé à la fin du Moyen Âge et mentionné en 1489, comme appartenant à la famille von Sack. Il appartient à la famille von Meck, puis en 1608 aux Scharenberg qui construisent un château à proximité. Le manoir de Sack sert de dépendance de ce château. Sack change de mains au XVIIIe siècle et est acquis en 1765 par le puissant baron Otto Magnus von Rehbinder. Son petit-fils, le comte Paul Eduard von Rehbinder fait reconstruire le manoir en style néoclassique, en 1820, style qui était alors en vogue dans l’Empire russe, sous le nom de style Empire. Il s’inspire des plans de l’architecte pétersbourgeois d’origine italienne, Carlo Rossi. La longue façade comporte un portique tétrastyle ionique, avec fronton triangulaire, auquel on accède par un escalier de pierres menant à un large perron. L’entrée principale est surmontée d’une ouverture en arc-de-cercle que l’on retrouve sur la façade du côté du parc, ainsi que sur les côtés.
Le domaine et son manoir sont la propriété de la famille von Baggehufwudt de 1849 à 1919, année de la confiscation et de la nationalisation des biens de la noblesse terrienne par le nouveau gouvernement estonien. Le dernier propriétaire, Valerio von Baggehufwudt, fait la renommée de la brasserie du domaine qui est fameuse avant la révolution de 1917. Le manoir sert d’école technique de 1924 à 1948. Il est restauré dans les années 1960 à l’époque du régime de la République socialiste soviétique d’Estonie qui en fait un institut de recherche agronomique. L’intérieur, avec ses grandes salles de réception à colonnes, est remarquable. Le manoir est à nouveau restauré en 2002 et il sert depuis 2003 de centre de conférences et ses salles sont louées pour des réceptions ou des concerts. Onze chambres et suites sont à louer pour les hôtes de passage. Le manoir comporte aussi un restaurant.